# Белила
Бели́ла (болг. Белила) — село в Бургаській області Болгарії. Входить до складу общини Средець.

## Населення
За даними перепису населення 2011 року у селі проживали 32 особи, з них 31 особа (96,9%) — болгари.
Розподіл населення за віком у 2011 році:
Динаміка населення: